# SPC700
Le Sony SPC700 est un circuit intégré 8 bits, pour la gestion du son, développé par Ken Kutaragi. Il a été utilisé dans la Super Nintendo (SNES) combiné avec un DSP. Le SPC700 produisait des sons stéréo échantillonnés à 32 kHz. Toutefois, certains émulateurs permettent de générer du son de meilleure qualité, pouvant aller jusqu'à 48 kHz. Ce processeur sonore se démarquait de ceux des autres consoles de l'époque pour sa qualité sonore supérieure[Selon qui ?].